# Meurtres de Bibaa Henry et Nicole Smallman
Bibaa Henry (46 ans) et Nicole Smallman (27 ans) sont deux sœurs qui ont été poignardées à mort par Danyal Hussein dans le Fryent Country Park (en), Kingsbury, au nord-ouest de Londres, en Angleterre, le 6 juin 2020,. Le signalement et l'enquête sur leurs meurtres suscitent de nombreux débats sur la sécurité des femmes, l'inconduite policière et le racisme systémique,,,. Cela suscite également des discussions sur l'accès à du matériel sataniste violent disponible en ligne, qui est l'un des motifs du tueur,.
La mère des deux victimes, Mina Smallman, appelle la chef de la Metropolitan Police Cressida Dick, à démissionner en raison de la manière dont l'affaire a été traitée. Après cela et d'autres controverses, Dick démissionne en février 2022.

## Meurtres
Bibaa Henry vit à Wembley, au nord-ouest de Londres, et est assistante sociale au Conseil du Buckinghamshire, décrite par sa famille comme étant « une défenseure passionnée de la protection des enfants et des familles vulnérables ». Nicole Smallman vit à Harrow, au nord-ouest de Londres, et travaille comme photographe indépendante. Elles sont les filles de Mina Smallman, la première femme archidiacre de l'Église d'Angleterre issue d'une origine ethnique noire et minoritaire. Leurs meurtres ont lieu alors que le Royaume-Uni est confiné en raison de la pandémie de Covid-19. La famille des sœurs signale leur disparition le 6 juin 2020.
Henry, Smallman et leurs amis célèbrent l'anniversaire d'Henry en organisant un pique-nique au Fryent Country Park (en) dans la soirée du 5 juin 2020. Aux premières heures du samedi 6 juin 2020, les sœurs sont assassinées. Des images de vidéosurveillance montrent les sœurs se dirigeant vers le pique-nique d'anniversaire, organisé localement en raison des restrictions de confinement liées au Covid-19 au Royaume-Uni. Après le départ des invités, les deux sœurs restent dans le parc, comme en témoignent les photographies d'un téléphone portable récupérées sur place ; dans certaines images, on voit Henry et Smallman jouer avec des guirlandes lumineuses,. La famille et les amis signalent la disparition des sœurs dans la soirée du 6 juin et sont informés que la police déploiera des ressources pour enquêter sur leur sort, mais ils ne le font pas. Les familles et amis des sœurs découvrent leurs corps dans l'après-midi du 7 juin à Fryent Country Park.

## Auteur
Danyal Hussein, 19 ans, de Guy Barnet Grove, Eltham, dans le sud-est de Londres, a rédigé un contrat manuscrit, signé avec son propre sang, dans lequel il a conclu un pacte avec un « démon » appelé « Lucifuge Rofocale », d'assassiner six femmes tous les six mois en échange d'une récompense financière, notamment la victoire du « Super Jackpot Mega Millions »,.
Selon des voisins, le père de Hussein craint que son fils ne se retrouve avec « les mauvaises personnes ».
À Old Bailey, Oliver Glasgow déclare : « La raison pour laquelle il a choisi [les sœurs] ou ce qui a retenu son attention chez elles n'est pas non plus claire. Mais, une fois leurs amis partis, elles deux, seules, étaient beaucoup plus vulnérables : distraites par les lumières et par leur amusement, elles étaient aussi très visibles grâce aux lumières avec lesquelles elles jouaient, et maintenant seules ».
Hussein subit une coupure à la main lors de ses crimes. Lorsqu'il a besoin de soins le lendemain, il affirme avoir été agressé. Les enquêteurs pensent qu'il aurait commis davantage de meurtres sans sa blessure, qui l'empêche de tenir des objets. Environ un mois après les meurtres, un échantillon d'ADN est lié par la police au père de Hussein, qui a déjà reçu une mise en garde. C'est pour cette raison que la police perquisitionne le domicile des Hussein,.
D'octobre 2017 à mai 2018, il est suivi par la stratégie Prevent[Quoi ?] lorsqu'à 15 ans, il accède à du matériel d'extrême droite sur des ordinateurs de l'école Thomas Tallis (en). Les fouilles policières de ses appareils après son arrestation montrent qu'il accédait toujours à du matériel d'extrême droite et sataniste.
Hussein regarde des vidéos de Matthew Lawrence, basé dans l'Utah, également connu sous le nom d'EA Koetting. Les vidéos de Lawrence sont ensuite supprimées des réseaux sociaux. Hussein est actif sur un forum satanique dirigé par Lawrence, alléguant qu'il est un « vampire psychique » et demandant des conseils sur les pactes démoniaques. Hussein est actif sur ce forum pendant deux ans et s'y connecte pour la dernière fois quelques heures avant son arrestation. Lawrence conseille que des pactes doivent être conclus avec Lucifuge, signés avec le sang, apportés à Lucifuge avec seulement la lumière d'une bougie et organisés pour la richesse ; Hussein suit ces instructions. Dix jours après les meurtres, Hussein dépense 162,88 £ en billets de loterie et en paris, mais ne gagne rien.

## Poursuite judiciaire
Danyal Hussein est arrêté et inculpé de deux chefs de meurtre,. Il déclare à la police qu'il souffre du syndrome d'Asperger et de problèmes de mémoire et refuse de répondre aux questions. Il plaide non coupable à Old Bailey le 11 mars 2021. Le procès débute le 9 juin 2021 à Old Bailey,. Le procureur Oliver Glasgow (en) déclare au jury : « Étant donné le poids des preuves contre lui, seule quelqu'un qui croit réellement qu'un accord avec un démon fonctionnera pourrait refuser d'accepter n'importe quel aspect de l'accusation portée contre lui. Il est difficile d'imaginer que quelqu'un puisse faire à un autre être humain ce que cet accusé a fait à Bibaa et Nicole, mais l'avoir planifié, préparé et exécuté avec un égoïsme aussi impitoyable est vraiment terrifiant. Il ne se souciait pas de ce qu'il devait faire pour obtenir ce qu'il voulait, et ces deux femmes n'étaient rien d'autre qu'un moyen pour parvenir à une fin très inquiétante. »
Hussein est reconnu coupable des deux meurtres le 6 juillet 2021. En octobre 2021, la juge Philippa Whipple (en) le condamne à la réclusion à perpétuité avec une peine minimale de 35 ans. Whipple déclare à Hussein : « Vous avez commis ces attaques vicieuses. Vous l'avez fait pour tuer. Vous l'avez fait pour de l'argent et dans une quête malavisée du pouvoir. C'était une ligne de conduite calculée et délibérée, planifiée et exécutée avec précision. L'idée étrange que le diable puisse apparaître aux autres, c'était votre système de croyance, votre propre engagement dans le meurtre de femmes innocentes. »,. Il deviendra éligible à libération conditionnelle le 20 juillet 2055.

## Inconduite policière
Dans le mois qui suit l'incident, deux policiers, le PC Deniz Jaffer, 48 ans, et le PC Jamie Lewis, 33 ans, sont accusés de mauvaise conduite pour avoir partagé des photographies « inappropriées » de la scène du crime, provoquant une détresse chez la famille et le grand public,. Les policiers ont pris des selfies à côté des cadavres des sœurs. L'Independent Office for Police Conduct (en) (IOPC) ouvre une enquête sur le comportement des policiers. Des images sont partagées sur un groupe WhatsApp et six autres policiers font l'objet d'une enquête pour ne pas avoir contesté ou signalé ces informations. L'IOPC rapporte que : « L'enquête a également révélé d'autres violations présumées des normes de comportement professionnel pour un petit nombre d'officiers, qui incluent l'honnêteté et l'intégrité, ainsi que l'égalité et la diversité. ». Les deux policiers plaident coupables de faute professionnelle dans l’exercice de fonctions publiques. Lewis est démis de ses fonctions de la police, alors que Jaffer a déjà démissionné.
En décembre 2021, les deux policiers sont condamnés chacun à deux ans et neuf mois de prison. Mina Smallman, la mère des sœurs assassinées, déclare dans une déclaration de la victime : « Cela m'a fait penser aux lynchages dans le sud profond des États-Unis, où l'on voyait des visages souriants autour d'un cadavre suspendu. Ces policiers se sentaient tellement en sécurité, tellement intouchables, qu'ils pensaient qu'ils pouvaient prendre des photos avec nos filles assassinées. Ces policiers ont déshumanisé nos enfants. ». Jaffer et Lewis ont miné la confiance dans la police, déclare un juge d'Old Bailey lors de leur emprisonnement. À la suite d'une enquête sur le téléphone de Jaffer, il est découvert qu'il a utilisé un langage raciste concernant une affaire distincte impliquant l'agression d'hommes sud-asiatiques. En juin 2022, trois policiers qui ont reçu les photos sans les contester ni les signaler reçoivent chacun des avertissements écrits mais sont autorisés à conserver leur emploi. L'ancien surintendant en chef du Met, Del Babu, déclare : « Si vous prenez quelque chose d'aussi horrible que des photos de femmes décédées, les individus doivent être signalés. Il est plus approprié qu'ils ne soient pas dans les services de police. Le fait qu'ils restent est inquiétant. Cela envoi le mauvais message et ne fait qu'ajouter à la douleur de la famille. Cela ne reflète pas la gravité de ce qu'il ont fait. ».
Mina Smallman s'emploi depuis à sensibiliser l'opinion publique à la mauvaise conduite de la police et aux échecs de l'enquête sur la mort de ses filles,. Elle déclare que le racisme garantit que la couverture médiatique de la mort de ces femmes noires est différente des cas similaires de meurtres de femmes blanches par des étrangers,,,. Mina Smallman affirme que la police ne se souciait pas des sœurs disparues avant que les corps ne soient retrouvés parce que l'une d'entre elles était « une femme noire qui vit dans un quartier résidentiel ».
Mina Smallman parle de Hussein après sa condamnation, affirmant qu'elle ne passerait pas sa vie à le haïr ; elle exprime sa crainte qu'il ne se radicalise davantage en prison.
Le Independent Office for Police Conduct (en) (IOPC) mène une enquête distincte sur la manière dont les appels de parents et amis inquiets sont traités par la police. Le niveau de service fourni par les forces de police à la famille est jugé « inacceptable ». Des excuses sont présentées à la famille. L'IOPC déclare que les registres de police sont fermés après qu'un membre de la famille ait donné des informations sur l'endroit où se trouvaient les sœurs, mais qu'un superviseur des communications a enregistré les informations de manière « inexacte ».

## Réactions
Des veillées sont organisées en mémoire des victimes,,. La veillée au Fryent Country Park (en) le 3 août 2021 organisée par Reclaim These Streets (le même groupe qui a organisé la veillée pour Sarah Everard), réuni le maire de Londres, Sadiq Khan, Dawn Butler, David Lammy et d'autres personnalités notables.
La famille envisage une action en justice pour la mauvaise conduite de la police. Dame Cressida Dick de la police métropolitaine déclare : « Le Met n'est pas exempt de discrimination, de racisme ou de préjugés. Je l'ai toujours reconnu et je le fais encore maintenant. ».
Barry Gardiner, député de la circonscription locale de Brent North, déclare au programme Today que la police métropolitaine « doit procéder à une réforme en profondeur de la manière dont elle fonctionne, de la manière dont elle traite les gens ». Un conseiller local de Brent, responsable de la sécurité communautaire de l'arrondissement, critique également le Met, déclarant au Brent & Kilburn Times (en) que des excuses ne remplacent pas l'action.

## Violence contre les femmes et les filles
Dans l'année qui suit, leur décès est mentionné dans la couverture des meurtres d'autres femmes à Londres, telles que Sarah Everard et Sabina Nessa. Bien que chaque incident soit différent, ils permettent de dresser un tableau plus large de la lutte contre la violence à l'égard des femmes à Londres et au Royaume-Uni plus largement,,,,,.
Dans l'avant-propos de la stratégie du gouvernement britannique pour lutter contre la violence à l'égard des femmes et des filles, la ministre de l'Intérieur, Priti Patel, déclare que « ces crimes sont encore beaucoup trop répandus et qu'il y a trop de cas de victimes et de survivants laissés pour compte. Sarah Everard, Julia James, Bibaa Henry et Nicole Smallman nous ont tous touchés. Mais pour chaque cas très médiatisé, il y en a malheureusement bien d'autres. Et la pandémie a apporté de nouveaux défis et a offert aux auteurs de crimes malades de nouvelles opportunités, car de plus en plus de personnes restent à la maison et sont connectés en ligne. ».